# 波拉奇
波拉奇（Pollachi），是印度泰米尔纳德邦Coimbatore县的一个城镇。总人口88293（2001年）。

## 人口
该地2001年总人口88293人，其中男性44329人，女性43964人；0—6岁人口7919人，其中男4029人，女3890人；识字率78.52%，其中男性为82.92%，女性为74.08%。